# نحت الضفة

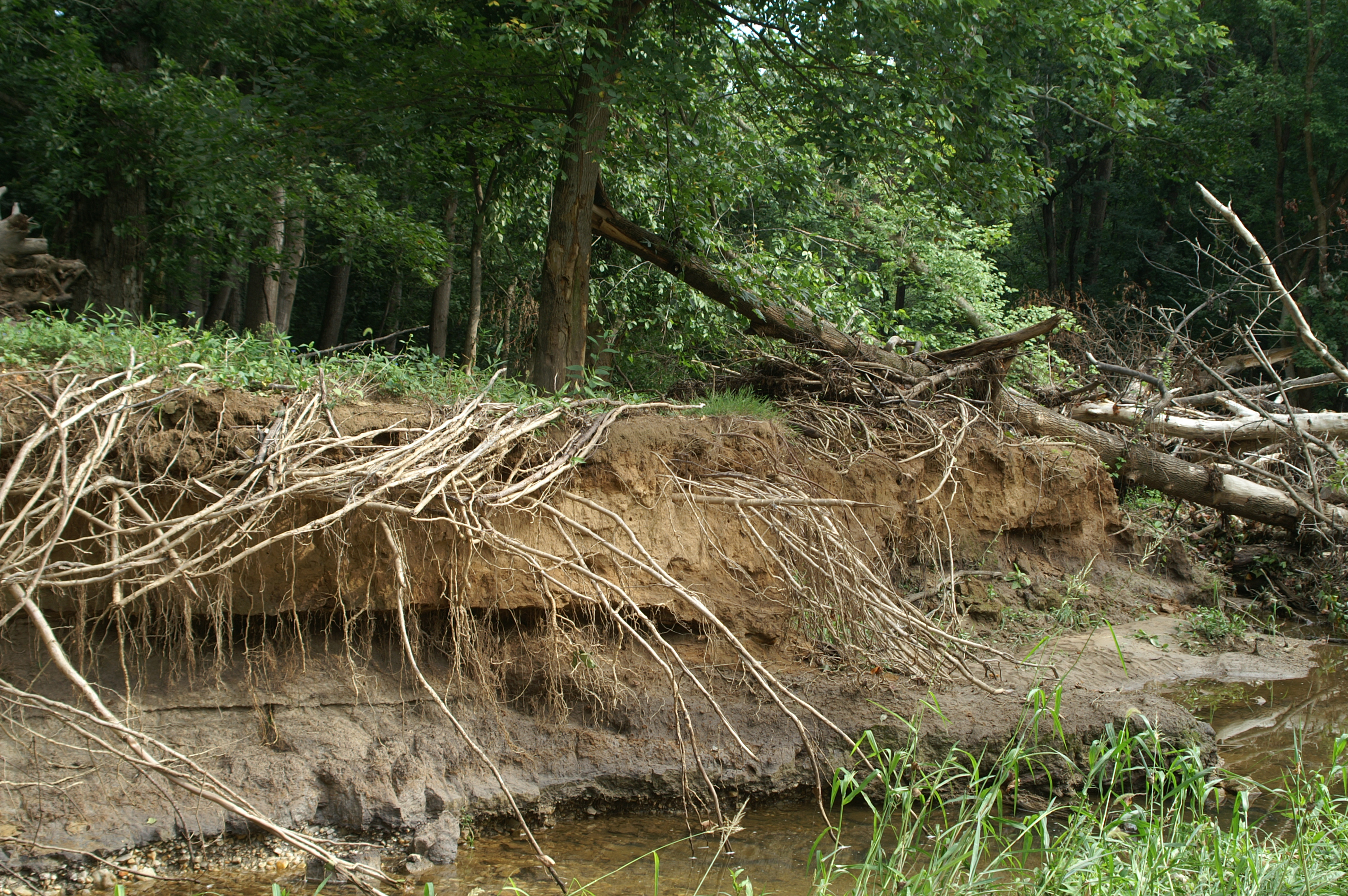
نحت ضفة النهر على طول منطقة بِمت رن في مكلين في فرجينيا نتيجة لتطور المنبع. إن نحت الضفاف أمر طبيعي، ولكن يمكن أن يتسارع بسبب البشر.

النحت الجانبي أو نحت الضفة هو نحت ضفاف تيار مائي أو نهر.